# Mărgău (gmina)
Mărgău – gmina w Rumunii, w okręgu Kluż. Obejmuje miejscowości Bociu, Buteni, Ciuleni, Mărgău, Răchițele i Scrind-Frăsinet. W 2011 roku liczyła 1484 mieszkańców.